# 大輪藩
大輪藩（おおわはん）は、下総国岡田郡（豊田郡）大輪村（現在の茨城県常総市大輪町）を居所として、江戸時代前期に存在した藩。1658年、土井利勝の五男・土井利直が1万石の大名となる。1677年、利直死後に所領が半減され、土井家は旗本となった。

## 歴史

### 前史
土井利直は、江戸幕府初期の老中として有名な土井利勝（下総古河藩16万石の藩主）の五男として、寛永14年（1637年）に生まれた。寛永18年（1641年）に5歳で徳川家光に御目見し、徳川家綱に近侍した。
寛永21年（1644年）7月10日、土井利勝が死去した。同年9月1日、嫡男の土井利隆が古河藩13万5000石を相続するとともに、三男の土井利長・四男の土井利房にそれぞれ1万石、五男の土井利直に5000石が分知された。
古河藩主となった利隆は家臣と対立し、家老大野仁兵衛が諌死するなどの事態を引き起こした。慶安4年（1651年）、利隆は表向きに病気と称し、実質的な隠居状態に置かれた（主君押込）。以後8年間、公式行事においては利直が利隆の名代を務めた。

### 立藩
万治元年（1658年）9月7日、利隆は公式に隠居し、その子の利重が古河藩を継いだ。この際、古河藩の領地から利直に5000石が分知された。これにより利直は常陸国河内郡、下野国足利郡、武蔵国埼玉郡、下総国岡田郡と葛飾郡を領する1万石の大名となって、岡田郡大輪村を居所とした。
同年閏12月に詰衆となり、従五位下・信濃守に叙任された。寛文4年（1664年）に領知朱印状を発給され（寛文印知）、寛文6年（1666年）にはじめて領地に赴く暇を与えられた（参勤交代）。
利直は延宝4年（1676年）7月26日に奏者番に就任する。しかし、翌延宝5年（1677年）3月15日に41歳で死去した。

### 廃藩とその後
『寛政重修諸家譜』によれば、利直には実子として3男1女があったが、長男と次男は早世し、三男は病気の上に幼少であった。このため利直は死に臨んで、兄・利房の次男の利良（4歳）を養嗣子として迎え、家督を相続させることを願い出た（末期養子参照）。しかし、一族にも相談せずに申請が行われたことは不適切（「麁忽の作法」）とされ、本来ならば所領没収相当であるところ、利勝の功績を考慮し、所領半減の上での相続が認められた。利良は、武蔵国埼玉郡、下総国岡田郡・葛飾郡、下野国足利郡の4郡で5000石を知行する旗本となり、大輪藩は廃藩となった。大輪村は土井家と幕府の相給となり、土井家は幕末まで一部の領主であった。
利直の系統は大身旗本家として存続した。宗家を継いだ土井利延・土井利里（利延の実弟）は、この家の出身である。

## 歴代藩主
土井家
譜代。1万石。
1. 利直（としなお）

## 領地

### 分布
寛文印知留によれば、領知分布は以下の通り。
- 下総国
  - 岡田郡のうち - 1か村
  - 豊田郡のうち - 1か村
- 常陸国
  - 真壁郡のうち - 7か村
- 下野国
  - 足利郡のうち - 6か村
- 武蔵国
  - 埼玉郡のうち - 3か村

### 大輪
大輪は中世から村落として存在したという。「元三大師」の別名で知られる当地の安楽寺は、大生郷天満宮の別当寺として創建された寺で、天正年間（1573年 - 1591年）に多賀谷氏によって現在地に再建された。江戸時代初期、江戸の鬼門除けとして天海僧正が良源（元三大師）を安楽寺に勧請したと伝えられる。安楽寺が地域における天台宗の有力寺院となったことには、土井利勝の働きもあったとされる。
大輪陣屋は、常総市大輪町の茨城県道123号土浦坂東線沿い、鬼怒川右岸の微高地に位置した。大輪村には陣屋の置かれた行政中心地としての性格は残されず、農村に帰した。